# Sovrani di Massa e Carrara
I sovrani di Massa e Carrara furono coloro che regnarono dal XV al XIX secolo sul territorio costituito dai due Stati distinti di Massa e Carrara, nell'odierna Toscana nord-occidentale, al confine con la Liguria.
I due Stati erano accomunati in un'unione personale e, trattandosi dunque di due entità statali disgiunte de jure, il sovrano portava due titoli diversi, uno connesso alla corona di Massa ed uno a quella di Carrara. Con "sovrani", dunque, si intendono gli esponenti di tre differenti dinastie (Malaspina, Cybo-Malaspina, Este) che nei secoli furono, cronologicamente:
- Marchesi di Massa e Signori di Carrara
- Principi di Massa e Marchesi di Carrara
- Duchi di Massa e Principi di Carrara

La storia di Massa-Carrara venne interrotta solamente nel 1796, con la venuta in Italia di Napoleone Bonaparte, che abolì il doppio stato. Solamente dopo la sconfitta di quest'ultimo nel 1814, Massa e Carrara vennero ripristinate ma, ben presto, la loro esistenza sarebbe giunta al termine. Infatti, alla morte nel 1829 dell'ultima sovrana regnante, Massa e Carrara vennero annesse al Ducato di Modena e Reggio e, alla deposizione del duca sovrano di quest'ultimo stato nel 1859, il territorio dell'ex Ducato di Massa-Carrara venne annesso insieme ad altri al Regno di Sardegna che, di lì a poco, avrebbe fondato il nuovo Regno d'Italia.

## Marchesi di Massa e Signori di Carrara
Consorti; co-regnanti
| Sovrano/a (nascita–morte) | Immagine | Stemma | Regno (dal–al) | Matrimonio & Discendenza | Diritto di successione | N. | |
| A seguito dell'acquisizione, il 22 febbraio 1473 , della Signoria di Carrara da parte di Giacomo I Malaspina , Marchese di Massa, si realizza, nelle sue mani, l'unione personale dei due stati. Fino a Giulio I , il principio della primogenitura non è applicato. | A seguito dell'acquisizione, il 22 febbraio 1473 , della Signoria di Carrara da parte di Giacomo I Malaspina , Marchese di Massa, si realizza, nelle sue mani, l'unione personale dei due stati. Fino a Giulio I , il principio della primogenitura non è applicato. | A seguito dell'acquisizione, il 22 febbraio 1473 , della Signoria di Carrara da parte di Giacomo I Malaspina , Marchese di Massa, si realizza, nelle sue mani, l'unione personale dei due stati. Fino a Giulio I , il principio della primogenitura non è applicato. | A seguito dell'acquisizione, il 22 febbraio 1473 , della Signoria di Carrara da parte di Giacomo I Malaspina , Marchese di Massa, si realizza, nelle sue mani, l'unione personale dei due stati. Fino a Giulio I , il principio della primogenitura non è applicato. | A seguito dell'acquisizione, il 22 febbraio 1473 , della Signoria di Carrara da parte di Giacomo I Malaspina , Marchese di Massa, si realizza, nelle sue mani, l'unione personale dei due stati. Fino a Giulio I , il principio della primogenitura non è applicato. | A seguito dell'acquisizione, il 22 febbraio 1473 , della Signoria di Carrara da parte di Giacomo I Malaspina , Marchese di Massa, si realizza, nelle sue mani, l'unione personale dei due stati. Fino a Giulio I , il principio della primogenitura non è applicato. | A seguito dell'acquisizione, il 22 febbraio 1473 , della Signoria di Carrara da parte di Giacomo I Malaspina , Marchese di Massa, si realizza, nelle sue mani, l'unione personale dei due stati. Fino a Giulio I , il principio della primogenitura non è applicato. | A seguito dell'acquisizione, il 22 febbraio 1473 , della Signoria di Carrara da parte di Giacomo I Malaspina , Marchese di Massa, si realizza, nelle sue mani, l'unione personale dei due stati. Fino a Giulio I , il principio della primogenitura non è applicato. |
| Malaspina | Malaspina | Malaspina | Malaspina | Malaspina | Malaspina | Malaspina | Malaspina |
| --- | --- | --- | --- | --- | --- | --- | --- |
| Giacomo I (XV sec.–1481) | | | 22 febbraio 1473 (già marchese di Massa dal 9 aprile 1445, e, fino 17 novembre 1467, anche di Fosdinovo) | Taddea Pico di Scaldasole 2 figli | Figlio primogenito di Antonio Alberico I, V "Marchese di Fosdinovo" e I "Marchese di Massa"; in condominio con fratelli e nipoti fino alla spartizione del 1467 | | |
| Giacomo I (XV sec.–1481) | 18 maggio 1481 | | | Taddea Pico di Scaldasole 2 figli | Figlio primogenito di Antonio Alberico I, V "Marchese di Fosdinovo" e I "Marchese di Massa"; in condominio con fratelli e nipoti fino alla spartizione del 1467 | | |
| Antonio Alberico II (XV sec.–1519) | | | 18 maggio 1481 | Lucrezia d'Este 4 figlie | Figlio primogenito del precedente Giacomo I Malaspina; in condominio con il fratello Francesco fino al 1483. | | |
| Antonio Alberico II (XV sec.–1519) | 13 aprile 1519 | | | Lucrezia d'Este 4 figlie | Figlio primogenito del precedente Giacomo I Malaspina; in condominio con il fratello Francesco fino al 1483. | | |
| Francesco (XV sec.–1484) | | | 18 maggio 1481 | Costanza Fogliani d'Aragona 1 figlio | Fratello minore del precedente e condomino dei feudi di Massa e Carrara, fu da lui estromesso nel 1483, dopo essersi ribellato | | |
| Francesco (XV sec.–1484) | 1483 | | | Costanza Fogliani d'Aragona 1 figlio | Fratello minore del precedente e condomino dei feudi di Massa e Carrara, fu da lui estromesso nel 1483, dopo essersi ribellato | | |
| Ricciarda (1497–1553) | | | 13 aprile 1519 (de facto) 16 luglio 1529 (investitura suo jure) | (1) Scipione Fieschi 1 figlia (2) Lorenzo Cybo 1 figlia e 2 figli + altri figli illegittimi | Figlia del precedente, Antonio Alberico II, poi investita dall'imperatore Carlo V in deroga alla legge salica | | |
| Ricciarda (1497–1553) | 6 ottobre 1546 (deposizione) | | | (1) Scipione Fieschi 1 figlia (2) Lorenzo Cybo 1 figlia e 2 figli + altri figli illegittimi | Figlia del precedente, Antonio Alberico II, poi investita dall'imperatore Carlo V in deroga alla legge salica | | |
| Lorenzo Cybo (1500–1549) | | | 21 marzo 1530 (investitura) | Ricciarda Malaspina 1 figlia e 2 figli + 1 altro figlio illegittimo | Co-regnante con la moglie Ricciarda Malaspina per l'investitura dell'imperatore Carlo V, poi derogata | | |
| Lorenzo Cybo (1500–1549) | 26 settembre 1541 (investitura derogata) | | | Ricciarda Malaspina 1 figlia e 2 figli + 1 altro figlio illegittimo | Co-regnante con la moglie Ricciarda Malaspina per l'investitura dell'imperatore Carlo V, poi derogata | | |
| Nonostante fosse il figlio primogenito e quindi erede del potere, Giulio I Cybo-Malaspina decise, forse mosso dai continui scontri con la madre Ricciarda, soprattutto di tipo economico, di muovere contro di lei e prendersi il potere con la forza. Con l'aiuto di ribelli, fece irruzione a Carrara nel 1545 ma, una volta entrato in città, non fu in grado di catturare la madre, che riuscì a fuggire e ad asserragliarsi a Massa, facendo fallire il colpo. Ricciarda tentò allora di venire incontro alle richieste economiche del figlio, ma questi non fu comunque soddisfatto. Forte dell'appoggio del duca Cosimo I de' Medici e della famiglia Doria , nel 1546 mosse nuovamente contro la madre, riuscendo questa volta a prendere Massa e a conquistare il titolo di marchese, anche grazie al malcontento dei massesi e all'appoggio del padre Lorenzo Cybo, il quale era già da anni ai ferri corti con la moglie ed era stato rimosso dalla co-reggenza nel 1541. | | | | | | | |
| Cybo-Malaspina | | | | | | | |
| Giulio I (1525–1548) | | | 6 ottobre 1546 | Peretta Doria nessun figlio | Figlio primogenito ed erede di Ricciarda Malaspina, tuttavia prese il potere con la forza mentre la madre era ancora in vita | | |
| Giulio I (1525–1548) | 27 giugno 1547 (deposizione) | | | Peretta Doria nessun figlio | Figlio primogenito ed erede di Ricciarda Malaspina, tuttavia prese il potere con la forza mentre la madre era ancora in vita | | |
| Tuttavia, ben presto la posizione di Giulio I s'indebolì, soprattutto a seguito di un brutale episodio omicida di cui venne accusato di essere il mandante, e a seguito di dissapori politici. Nel 1547 l'ex alleato Cosimo I de' Medici , che non vedeva di buon occhio l'avvicinamento dei Doria al potere (rafforzato dal matrimonio di Giulio con Peretta Doria), lo fece addirittura imprigionare. Fu così costretto a rinunciare al titolo e i suoi soldati dovettero abbandonare Massa ai soldati spagnoli inviati da Ferrante I Gonzaga , per conto d'imperatore Carlo V . Dopo un nuovo fallito tentativo di riprendersi il marchesato, Giulio fu arrestato a Pontremoli e, accusato di aver tramato con i Francesi contro l'imperatore, venne decapitato a Milano il 18 maggio 1548 . Ricciarda aveva comunque riconquistato la sua posizione di sovrana. | | | | | | | |
| Malaspina | | | | | | | |
| Ricciarda (1497–1553) | | | 27 giugno 1547 (restaurazione) | (1) Scipione Fieschi 1 figlia (2) Lorenzo Cybo 1 figlia e 2 figli + altri figli illegittimi | Legittima sovrana di Massa e Carrara, restaurata al potere dopo essere stata brevemente spodestata dal figlio Giulio I Cybo-Malaspina | | |
| Ricciarda (1497–1553) | 15 giugno 1553 | | | (1) Scipione Fieschi 1 figlia (2) Lorenzo Cybo 1 figlia e 2 figli + altri figli illegittimi | Legittima sovrana di Massa e Carrara, restaurata al potere dopo essere stata brevemente spodestata dal figlio Giulio I Cybo-Malaspina | | |
| Alla morte di Ricciarda la dinastia Malaspina regnante su Massa e Carrara si estinse. Il suo successore fu il figlio terzogenito Alberico I , nato dal matrimonio con Lorenzo Cybo (o più probabilmente dall'adulterio con il cognato, cardinale Innocenzo Cybo ), il quale inaugurò così la nuova dinastia regnante dei Cybo-Malaspina . | | | | | | | |
| Cybo-Malaspina | | | | | | | |
| Alberico I (1534–1623) | | | 15 giugno 1553 | (1) Elisabetta Della Rovere 1 figlio (2) Isabella di Capua 3 figlie e 1 figlio + altri figli illegittimi | Figlio della precedente, Ricciarda Malaspina | | |
| Alberico I (1534–1623) | 23 agosto 1568 (diventa Principe di Massa e Marchese di Carrara) | | | (1) Elisabetta Della Rovere 1 figlio (2) Isabella di Capua 3 figlie e 1 figlio + altri figli illegittimi | Figlio della precedente, Ricciarda Malaspina | | |

## Principi di Massa e Marchesi di Carrara
| Sovrano (nascita–morte) | Immagine | Stemma | Regno (dal–al) | Matrimonio & Discendenza | Diritto di successione | N. | |
| Nel 1568 , a seguito dell'elevazione del Marchesato di Massa a Principato, e della Signoria di Carrara a Marchesato, Alberico I divenne il primo "Principe di Massa e Marchese di Carrara" | Nel 1568 , a seguito dell'elevazione del Marchesato di Massa a Principato, e della Signoria di Carrara a Marchesato, Alberico I divenne il primo "Principe di Massa e Marchese di Carrara" | Nel 1568 , a seguito dell'elevazione del Marchesato di Massa a Principato, e della Signoria di Carrara a Marchesato, Alberico I divenne il primo "Principe di Massa e Marchese di Carrara" | Nel 1568 , a seguito dell'elevazione del Marchesato di Massa a Principato, e della Signoria di Carrara a Marchesato, Alberico I divenne il primo "Principe di Massa e Marchese di Carrara" | Nel 1568 , a seguito dell'elevazione del Marchesato di Massa a Principato, e della Signoria di Carrara a Marchesato, Alberico I divenne il primo "Principe di Massa e Marchese di Carrara" | Nel 1568 , a seguito dell'elevazione del Marchesato di Massa a Principato, e della Signoria di Carrara a Marchesato, Alberico I divenne il primo "Principe di Massa e Marchese di Carrara" | Nel 1568 , a seguito dell'elevazione del Marchesato di Massa a Principato, e della Signoria di Carrara a Marchesato, Alberico I divenne il primo "Principe di Massa e Marchese di Carrara" | Nel 1568 , a seguito dell'elevazione del Marchesato di Massa a Principato, e della Signoria di Carrara a Marchesato, Alberico I divenne il primo "Principe di Massa e Marchese di Carrara" |
| Cybo-Malaspina | Cybo-Malaspina | Cybo-Malaspina | Cybo-Malaspina | Cybo-Malaspina | Cybo-Malaspina | Cybo-Malaspina | Cybo-Malaspina |
| --- | --- | --- | --- | --- | --- | --- | --- |
| Alberico I (1534–1623) | | | 23 agosto 1568 | (1) Elisabetta Della Rovere 1 figlio (2) Isabella di Capua 3 figlie e 1 figlio + altri figli illegittimi                                                                                   | Figlio di Ricciarda Malaspina e già "Marchese di Massa e Signore di Carrara" | | |
| Alberico I (1534–1623) | 18 gennaio 1623 | | | (1) Elisabetta Della Rovere 1 figlio (2) Isabella di Capua 3 figlie e 1 figlio + altri figli illegittimi                                                                                   | Figlio di Ricciarda Malaspina e già "Marchese di Massa e Signore di Carrara" | | |
| Carlo I (1581–1662) | | | 18 gennaio 1623 | Brigida Spinola 8 figli e 6 figlie | Figlio primogenito di Alderano Cybo-Malaspina e Marfisa d'Este; nipote in linea retta del precedente, Alberico I Cybo-Malaspina                                                            | | |
| Carlo I (1581–1662) | 13 febbraio 1662 | | | Brigida Spinola 8 figli e 6 figlie | Figlio primogenito di Alderano Cybo-Malaspina e Marfisa d'Este; nipote in linea retta del precedente, Alberico I Cybo-Malaspina                                                            | | |
| Alberico II (1607–1670) | | | 13 febbraio 1662 | Fulvia Pico della Mirandola 6 figli e 7 figlie | Figlio del precedente, Carlo I | | |
| Alberico II (1607–1670) | 5 maggio 1664 (diventa Duca di Massa e Principe di Carrara) | | | Fulvia Pico della Mirandola 6 figli e 7 figlie | Figlio del precedente, Carlo I | | |

## Duchi di Massa e Principi di Carrara
Dominio napoleonico (1796–1814)
| Sovrano/a (nascita–morte) | Immagine | Stemma | Regno (dal–al) | Matrimonio & Discendenza | Diritto di successione | N. | |
| Nel 1664 , a seguito dell'elevazione del Principato di Massa a Ducato e dell'elevazione del Marchesato di Carrara a Principato, Alberico II divenne il primo "Duca di Massa e Principe di Carrara" | Nel 1664 , a seguito dell'elevazione del Principato di Massa a Ducato e dell'elevazione del Marchesato di Carrara a Principato, Alberico II divenne il primo "Duca di Massa e Principe di Carrara" | Nel 1664 , a seguito dell'elevazione del Principato di Massa a Ducato e dell'elevazione del Marchesato di Carrara a Principato, Alberico II divenne il primo "Duca di Massa e Principe di Carrara" | Nel 1664 , a seguito dell'elevazione del Principato di Massa a Ducato e dell'elevazione del Marchesato di Carrara a Principato, Alberico II divenne il primo "Duca di Massa e Principe di Carrara" | Nel 1664 , a seguito dell'elevazione del Principato di Massa a Ducato e dell'elevazione del Marchesato di Carrara a Principato, Alberico II divenne il primo "Duca di Massa e Principe di Carrara" | Nel 1664 , a seguito dell'elevazione del Principato di Massa a Ducato e dell'elevazione del Marchesato di Carrara a Principato, Alberico II divenne il primo "Duca di Massa e Principe di Carrara" | Nel 1664 , a seguito dell'elevazione del Principato di Massa a Ducato e dell'elevazione del Marchesato di Carrara a Principato, Alberico II divenne il primo "Duca di Massa e Principe di Carrara" | Nel 1664 , a seguito dell'elevazione del Principato di Massa a Ducato e dell'elevazione del Marchesato di Carrara a Principato, Alberico II divenne il primo "Duca di Massa e Principe di Carrara" |
| Cybo-Malaspina | Cybo-Malaspina | Cybo-Malaspina | Cybo-Malaspina | Cybo-Malaspina | Cybo-Malaspina | Cybo-Malaspina | Cybo-Malaspina |
| --- | --- | --- | --- | --- | --- | --- | --- |
| Alberico II (1607–1670) | | | 5 maggio 1664 | Fulvia Pico della Mirandola 6 figli e 7 figlie | Figlio di Carlo I e già "Principe di Massa e Marchese di Carrara" | | |
| Alberico II (1607–1670) | 2 febbraio 1690 | | | Fulvia Pico della Mirandola 6 figli e 7 figlie | Figlio di Carlo I e già "Principe di Massa e Marchese di Carrara" | | |
| Carlo II (1631–1710) | | | 2 febbraio 1690 | Teresa Pamphili 4 figli e 6 figlie | Figlio del precedente, Alberico II | | |
| Carlo II (1631–1710) | 7 dicembre 1710 | | | Teresa Pamphili 4 figli e 6 figlie | Figlio del precedente, Alberico II | | |
| Alberico III (1674–1715) | | | 7 dicembre 1710 | Nicoletta Clotilde Grillo nessun figlio | Figlio del precedente, Carlo II | | |
| Alberico III (1674–1715) | 20 novembre 1715 | | | Nicoletta Clotilde Grillo nessun figlio | Figlio del precedente, Carlo II | | |
| Alderano I (1690–1731) | | | 20 novembre 1715 | Ricciarda Gonzaga 3 figlie | Fratello del precedente, Alberico III, e figlio di Carlo II | | |
| Alderano I (1690–1731) | 18 agosto 1731 | | | Ricciarda Gonzaga 3 figlie | Fratello del precedente, Alberico III, e figlio di Carlo II | | |
| Maria Teresa (1725–1790) | | | 18 agosto 1731 | Ercole III d'Este 1 figlia e 1 figlio | Figlia del precedente, Alderano I | | |
| Maria Teresa (1725–1790) | 25 dicembre 1790 | | | Ercole III d'Este 1 figlia e 1 figlio | Figlia del precedente, Alderano I | | |
| Alla morte di Maria Teresa , terminò il dominio dei Cybo-Malaspina su Massa e Carrara. La successione toccò all'unica figlia sopravvissuta (il fratellino era morto in fasce) di Maria Teresa ed Ercole III d'Este , Maria Beatrice Ricciarda d'Este , l'unica erede universale delle fortune di Casa Cybo-Malaspina, ma non dei titoli di Casa d'Este , in vigenza della legge salica , che applicava in generale nei feudi del Sacro Romano Impero, ma non a Massa e Carrara, in virtù del decreto di investitura (1529) di Ricciarda Malaspina da parte dell'imperatore Carlo V | | | | | | | |
| Este | | | | | | | |
| Maria Beatrice Ricciarda (1750–1829) | | | 25 dicembre 1790 | Ferdinando Carlo d'Asburgo-Lorena 5 figli e 5 figlie | Figlia della precedente, Maria Teresa Cybo-Malaspina | | |
| Maria Beatrice Ricciarda (1750–1829) | 30 giugno 1796 (deposizione) | | | Ferdinando Carlo d'Asburgo-Lorena 5 figli e 5 figlie | Figlia della precedente, Maria Teresa Cybo-Malaspina | | |
| Il 30 giugno 1796 , Massa-Carrara venne conquistata dalle truppe napoleoniche guidate dal generale Jean Lannes , perché ritenuta nient'altro che "un vecchio feudo imperiale". Dopo un periodo di tensioni e instabilità, Massa-Carrara confluì nella Repubblica Cispadana e in seguito, il 30 giugno 1800 , nella Repubblica Cisalpina . Nel 1802 essa venne inglobata nella Repubblica Italiana , che nel 1805 muterà nel Regno d'Italia . Nel 1806 fu quindi annessa al Principato di Lucca e Piombino , retto da Elisa Bonaparte Baciocchi , sorella di Napoleone Bonaparte . Dopo la sconfitta di quest'ultimo nel 1814 e il conseguente Congresso di Vienna , che portò all'età della Restaurazione , Maria Beatrice venne reinsediata sul trono del Ducato di Massa e Principato di Carrara , cui furono anche annessi i feudi imperiali della Lunigiana non ricostituiti dopo l'era napoleonica. Per quanto riguarda il Ducato di Modena e Reggio , dove vigeva la legge salica , essendo deceduto nel 1803 suo padre e ultimo duca, Ercole III d'Este , e, nel 1806, suo marito, l'arciduca Ferdinando Carlo d'Asburgo-Lorena , erede designato del ducato, il trono fu assegnato a suo figlio Francesco IV d'Asburgo-Este , cui Maria Beatrice trasmise anche, fin dal 1815, i suoi nuovi domini della Lunigiana. | | | | | | | |
| Este | | | | | | | |
| Maria Beatrice Ricciarda (1750–1829) | | | 9 giugno 1815 (restaurazione) | Ferdinando Carlo d'Asburgo-Lorena, poi Arciduca d'Austria-Este 5 figli e 5 figlie | Figlia di Maria Teresa Cybo-Malaspina, era già sovrana nel periodo 1790-1796, poi deposta nel domino napoleonico                                                                                   | | |
| Maria Beatrice Ricciarda (1750–1829) | 14 novembre 1829 | | | Ferdinando Carlo d'Asburgo-Lorena, poi Arciduca d'Austria-Este 5 figli e 5 figlie | Figlia di Maria Teresa Cybo-Malaspina, era già sovrana nel periodo 1790-1796, poi deposta nel domino napoleonico                                                                                   | | |
| Austria-Este | | | | | | | |
| Francesco IV d'Austria-Este (1779–1846) | | | 14 novembre 1829 | Maria Beatrice di Savoia 2 figli e 2 figlie | Figlio della precedente, Maria Beatrice d'Este | | |
| Francesco IV d'Austria-Este (1779–1846) | 21 gennaio 1846 | | | Maria Beatrice di Savoia 2 figli e 2 figlie | Figlio della precedente, Maria Beatrice d'Este | | |
| Succeduto alla madre nel 1829, quando già da quattordici anni era Duca di Modena e Reggio, primo regnante della nuova dinastia degli Austria-Este, procedette alla definitiva incorporazione del Ducato di Massa e Principato di Carrara in quello di Modena e Reggio, trasformandolo nel 1836 in una "provincia" del secondo | | | | | | | |